# تامز هاردویر

تامز هاردویر (به انگلیسی : Tom's Hardware، به فارسی : "سخت افزار تام") پایگاهی انلاین برای اخبار و بررسی فناوری های سخت افزاری است. این سایت، توسط پزشک آلمانی به نام Tom Pabst در سال ۱۹۹۶ ایجاد شده و اکنون در اختیار کمپانی "Bestofmedia Group" یکی از ناشران بزرگ و آنلاین محتوای فناوری در جهان است. این سایت از بخش های مختلفی تشکیل شده و مجموعه ای از اخبار، مقالات، مقایسه کارایی و قیمت، ویدئو و بررسی سخت افزار و فناوری های مرتبط را در چند زبان ارائه می کند. دو سایت دیگر این کمپانی Tom's Guide و Tom's Gane هستند؛ که در حوزه آموزش و بازی های ویدئویی هستند.